# Tebaldo II di Champagne
Tebaldo II di Champagne o Tebaldo IV di Blois, detto il Grande, in francese: Thibaud de Blois o Thibaut IV le Grand (1093 circa – 10 gennaio 1152) fu conte di Blois, di Chartres e di Châteaudun, Provins, signore di Sancerre e Amboise, dal 1102, poi conte di Champagne (conte di Troyes e conte di Meaux), dal 1125 alla sua morte.

## Origine
Secondo il monaco e cronista inglese, Orderico Vitale, Tebaldo era il figlio maschio secondogenito del conte di Blois, di Chartres, di Châteaudun, di Tours, di Provins, di Sancerre e di Meaux, Stefano II, e di Adele d'Inghilterra (circa 1062 - 1137), che, sia secondo il monaco e cronista normanno Guglielmo di Jumièges, autore della sua Historiæ Normannorum Scriptores Antiqui, che secondo il cronista e monaco benedettino dell'abbazia di Malmesbury, nel Wiltshire (Wessex), Guglielmo di Malmesbury e Orderico Vitale, ed ancora il cronista e monaco benedettino inglese, Matteo di Parigi, era figlia del duca di Normandia e re d'Inghilterra, Guglielmo il Conquistatore, e di Matilde delle Fiandre (1032 - 1083), che, secondo la Genealogica Comitum Flandriæ Bertiniana, era figlia di Baldovino V, conte delle Fiandre, e della sorella del re di Francia, Enrico I, Adele di Francia, che secondo la Genealogiæ Scriptoris Fusniacensis era figlia del re di Francia, Roberto II, detto il Pio.
Stefano II di Blois, che era stato battezzato Enrico, poi però venne rinominato Stefano sia secondo la Genealogica ex Stirpe Sancti Arnulfi descendentium Mettensis, che secondo l'Hugonis Floriacensis, Liber qui Modernorum Regum Francorum continet Actus era il figlio primogenito del conte di Blois, di Chartres, di Châteaudun, di Tours, di Provins, di Sancerre e Reims, poi conte di Conte di Champagne (conte di Troyes e conte di Meaux), Tebaldo e, come riportano gli Actus pontificum Cenomannis, di Gersenda o Gondrada, figlia femmina secondogenita del conte del Maine, Eriberto I (come risulta dall'Actus pontificum Cenomannis, cap. XXXII, Gesta Domini Arnaldi Episcopi in cui, viene detto che il marito di Gersenda, definita figlia di Eriberto (filia Herberti) non governò il Maine, ma lo passò al figlio, Ugo sotto la tutela di Goffredo di Mayenne) e della moglie, di cui non si conosce né il nome né la casata.
Suo fratello terzogenito, Stefano di Blois, fu re d'Inghilterra, mentre il fratello minore, il quartogenito Enrico di Blois fu vescovo di Winchester dal 1129 e legato papale per l'Inghilterra dal 1138.

Blasone originale dei conti di Blois.

## Biografia
Suo padre, Stefano, che, nel 1098, era tornato a casa dalla prima crociata, senza adempiere il suo voto di raggiungere Gerusalemme (secondo il cronachista della Prima Crociata, Alberto di Aquisgrana Stefano aveva abbandonato l'assedio di Antiochia perché era malato), fu spinto dalla moglie Adele ad unirsi alla Crociata del 1101 (ancora Alberto di Aqisgrana dice che lo fece per fare penitenza), riuscendo ad arrivare a Gerusalemme, all'inizio del 1102; questa volta, anziché ritornare ai suoi domini in quanto aveva ottemperato al suo voto, preferì restare a difendere la città dagli attacchi del visir egiziano Al-Afdal Shahanshah al neonato regno di Gerusalemme; ancora, secondo Alberto di Aquisgrana, assieme ad altri nobili cavalieri celebrò la Pasqua assieme a re Baldovino, e, a maggio, fu al fianco di Baldovino nella seconda Battaglia di Ramla; Stefano Enrico fu catturato e decapitato nella seconda Battaglia di Ramla del maggio 1102., dopo essere stato assediato nella torre della città. La Chronique de Robert de Torigni, abbé du Mont-Saint-Michel riporta la morte di Stefano Enrico nel mese di luglio (1102 XV Kal Aug), mentre tutti i necrologi riportano la data del 19 maggio.
Alla notizia della sua morte, secondo Orderico Vitale, nella contea di Blois gli succedette il figlio maschio secondogenito, ancora minorenne, Tebaldo., mentre la contea di Meaux, andò al fratellastro di Stefano e zio di Tebaldo, Ugo; il fratello primogenito di Tebaldo, Guglielmo, era stato escluso dalla successione dalla madre, Adele, che lo aveva giudicato ritardato e quindi inadatto a governare una qualsiasi contea, lo fece sposare con una dama del suo seguito e pare lo avesse relegato nel nord dell'Inghilterra. Tebaldo, data la giovane età (nove anni), governò sotto tutela della madre, Adele d'Inghilterra, che continuò ad assisterlo, anche quando divenne maggiorenne, fino al 1120, anno in cui si ritirò nel monastero cluniacense di Marcigny, come ci confermano sia il cronista e monaco benedettino inglese, Matteo di Parigi che il cronista e monaco benedettino dell'abbazia di Malmesbury, nel Wiltshire (Wessex), Guglielmo di Malmesbury.
Nel 1109, Tebaldo combatté sotto le bandiere del re di Francia, Luigi VI il Grosso contro il re d'Inghilterra e duca di Normandia, Enrico I Beauclerc, per poi passare nel campo di Enrico I, nel 1111, quando quest'ultimo era riuscito a mettere insieme una formidabile coalizione contro il re di Francia che comprendeva tra gli altri, anche suo zio, Ugo I di Champagne, conte di Troyes e Ugo signore di Le Puiset, che solo pochi mesi prima, con le sue scorribande, terrorizzava la contea di Chartres, per cui Tebaldo, assieme ad altri notabili aveva richiesto l'intervento del re di Francia, Luigi VI il Grosso per liberarlo della presenza di Ugo di Le Puiset, considerato un volgare bandito.
La ribellione si concluse, nel 1113, con il trattato che riconosceva a Enrico I la sovranità anche sulla Bretagna e sul Maine e più o meno nello stesso periodo, verso il 1112, Tebaldo aveva abbandonato l'alleanza con Ugo di Le Puiset, che fu combattuto e privato di tutti i suoi possedimenti ed inoltre il castello di Le Puiset fu raso al suolo da Luigi VI, con l'aiuto di Tebaldo, per ben due volte, tra il 1112 ed il 1113; anche Orderico Vitale riporta della ribellione di Tebaldo al re Ludovico, e poi, della sconfitta e distruzione del castello di Le Puiset. 

Stemma dei conti di Champagne

Nella guerra strisciante tra questo e Luigi VI ed Enrico I, Tebaldo continuò ad appoggiare quest'ultimo, sino al 1124, quando Enrico I si alleò col proprio genero, l'imperatore germanico, Enrico V, che invase la contea di Champagne, arrivando sino a Reims, dove si fermò, perché lo attendeva un imponente esercito; la maggior parte dei feudatari francesi si era allineata col proprio re, Luigi VI il Grosso, anche coloro che dieci anni prima si erano alleati col re d'Inghilterra, Enrico I Beauclerc, che lo costrinse a rientrare in Germania.
Sugerio di Saint-Denis, nel suo libro Vie de Louis VI le Gros asserisce che Luigi VI beneficiò dell'aiuto di «una tale quantità di cavalieri e di gente che si sarebbero dette cavallette che nascondevano agli occhi la superficie della terra.» e facendo l'elenco dei nobili presenti, tra gli altri annovera il duca Ugo II di Borgogna, il conte Guglielmo II di Nevers, il conte Rodolfo di Vermandois, il conte Tebaldo IV di Blois, con lo zio paterno, il conte Ugo I di Champagne, il conte Carlo I delle Fiandre detto il Buono, il duca Guglielmo IX d'Aquitania, il conte Folco V d'Angiò e il duca Conan III di Bretagna.
Nel 1125, secondo la Chronica Albrici Monachi Trium Fontium, suo zio Ugo I di Champagne (fratellastro del padre), rinunciò alla contea di Champagne a favore del nipote, Tebaldo, e Ugo, per la terza volta, si recò in Terra Santa, a combattere a fianco dei Cavalieri templari, e dove morì nel corso del 1126 (suo zio, Ugo, non aveva riconosciuto come suo il figlio, Oddone de Champlitte, avuto dalla seconda moglie, Isabella,, in quanto, sempre secondo la Chronica Albrici Monachi Trium Fontium, Ugo non poteva avere figli, per cui era figlio di qualcun altro). Tebaldo divenne così il secondo conte di Champagne, ma continuò a portare unicamente il titolo di conte di Blois. Comunque da questo momento Tebaldo depose le armi e abbracciò la causa dei Capetingi.
Alla morte del re Enrico I nel 1135, i baroni inglesi e normanni si ritenevano svincolati dal giuramento che avrebbero accettato come regina, sua figlia, Matilde, nel quale era stata posta come condizione, non rispettata dal re, l'approvazione preventiva di tutta la nobiltà su un eventuale matrimonio di Matilde con Goffredo il Bello o Plantageneto, di dieci anni più giovane, figlio del conte d'Angiò, Folco V. Tra i baroni nacque in quella circostanza una discussione se era il caso di eleggere re, Tebaldo, conte di Blois e conte di Champagne.
Ma, suo fratello, il terzogenito, Stefano, che si trovava a Boulogne, signoria di sua moglie, si imbarcò immediatamente per l'Inghilterra per imporre la propria candidatura, in quanto aveva quasi sempre vissuto in Inghilterra, mentre Tebaldo si era creato un grande prestigio solo in Francia, e, con l'aiuto del fratello minore, il quartogenito Enrico di Blois, vescovo di Winchester, riuscì a convincere i baroni ad appoggiarlo, come ci narra Guglielmo di Malmesbury, facendosi incoronare re d'Inghilterra, il giorno di Natale del 1135, nell'abbazia di Westminster.
La cugina Matilde non gradì e si aprì in Inghilterra un periodo di guerre e contese, conosciuto come l'“Anarchia (o guerra civile) inglese”. All'inizio del 1141, durante l'assedio di Lincoln, suo fratello Stefano fu catturato dai suoi nemici e condotto al castello di Bristol, dove fu trattenuto sino al mese di novembre; in quel periodo, secondo Orderico Vitale, i baroni anglo-normanni offrirono a Tebaldo sia il regno d'Inghilterra che il ducato di Normandia, ma Tebaldo rifiutò.
Nel 1139, Tebaldo fece una donazione all'abbazia di Montiérender, assieme alla moglie, Matilde, ed al figlio primogenito Enrico, come ci viene confermato dal documento n° 77 delle Chartes de Montiérender, Collection des principaux cartularies du diocèse de Troyes Tome IV (Paris, Troyes) ("Montiérender").
Nel frattempo Tebaldo, dopo essere entrato in possesso della contea di Champagne, impose la sua signoria a cinque vassalli dell'arcivescovo di Reims e ad altrettanti del vescovo di Langres, espandendosi quindi anche nel ducato di Borgogna. Troyes fu fatta capoluogo della contea e Tebaldo divenne uno dei maggiori vassalli del re di Francia, conte palatino e Pari di Francia.
Nel 1141 e 1142, Tebaldo ebbe contatti con Pietro Abelardo, che, sotto la protezione del Venerabile Pietro di Cluny, si era rifugiato nell'abbazia di Cluny, che Tebaldo, come i suoi predecessori, continuava a sovvenzionare.
Nel 1141, Tebaldo aveva dato rifugio al nuovo vescovo di Bourges, Pietro della Châtre, consacrato da papa Innocenzo II, che il re di Francia, Luigi VII aveva scacciato dalla sua diocesi per divergenze col papa Innocenzo II; la cosa esasperò Luigi VII, che già aveva motivo di lagnarsi di Tebaldo che, tra il 1138 ed il 1139, per due volte aveva rifiutato di inviare il suo contingente militare in due spedizioni del re, contro i ribelli del Poitou, prima e contro Tolosa, poi.
In quel periodo la moglie del re di Francia, Eleonora d'Aquitania (Bordeaux, 1122 – Fontevrault, 1204), duchessa d'Aquitania e Guascogna, convinse il marito Luigi VII a favorire la separazione del conte di Vermandois, Rodolfo dalla moglie, Eleonora di Blois, sorella di Tebaldo, per potersi risposare con la sorella della duchessa Eleonora, la giovane Petronilla d'Aquitania (1125-1153), invaghitasi del maturo Rodolfo. Il re convinse tre arcivescovi del regno di Francia a sciogliere il matrimonio di Rodolfo e Eleonora, per motivi di consanguineità, permettendo così, nel 1142, il matrimonio tra Petronilla e Rodolfo. Allora, dopo che il matrimonio era stato invalidato dal papa Innocenzo II, Tebaldo per far recedere Rodolfo entrò in conflitto con quest'ultimo, e, durante il conflitto, Rodolfo fu scomunicato da papa Innocenzo II, assieme alla seconda moglie Petronilla; Luigi VII invase la contea di Champagne e, a seguito della conquista della città di Vitry-en-Perthois (durante i combattimenti per la conquista della città, le truppe reali unite a quelle del conte di Vermandois dettero fuoco alla chiesa della città in cui si erano rifugiati molti abitanti della città, sembra ca. 1300, che perirono tra le fiamme), anche sul regno di Francia e sulla coppia reale, ancora senza figli, cadde l'Interdetto della Chiesa.
Nel 1143, si arrivò alla pace, su consiglio di Bernardo di Chiaravalle, gli interdetti sarebbero stati ritirati, se la contea di Champagne fosse stata evacuata; ma, appena che le terre erano state restituite al conte di Champagne, Rodolfo e Petronilla, dato che rifiutavano di separarsi, vennero scomunicati per la seconda volta.
Luigi VII e Rodolfo allora invasero nuovamente la contea di Champagne, mentre il conte Tebaldo dette vita a una lega antimonarchica con i conti di Fiandra e Soissons ed il conflitto divenne sempre più aspro.
Dopo la morte di Innocenzo II, con la nomina di papa Celestino II (26 settembre 1143), Bernardo di Chiaravalle ed il consigliere politico di Luigi VII, l'abate dell'Abbazia di Saint-Denis, Sigerio cominciarono a far pressione sul giovane re affinché mettesse fine al conflitto.
Nel 1144, anche se l'esercito di Rodolfo con le truppe reali avevano occupato la contea di Champagne, Luigi VII decise di accettare i consigli di Sigerio e Bernardo: la contea di Champagne era stata restituita a Tebaldo, e nello stesso tempo il vescovo, Pietro della Châtre, aveva riavuto il vescovato di Bourges e le relazioni tra Tebaldo ed il re di Francia, Luigi VII, dopo il 1145, tornarono buone.
Tebaldo morì, nel 1152: gli Obituaires de Sens Tome II, Eglise cathédrale de Chartres, Obituaire du xii siècle confermano che Tebaldo (Teobaldus comes palatinus) morì il 10 gennaio (Jan IIII Idus) e che il figlio, Tebaldo conte di Blois e siniscalco di Francia, con la madre, Matilde, fece una donazione a suffragio della sua anima, mentre la Chronica Albrici Monachi Trium Fontium riporta che Tebaldo (comes Campanie Theobaldus) morì il 12 gennaio (6. Idus Januarii) e fu tumulato presso Lagny (apud Latinicacum), lasciando le sue contee ai due figli maggiori: ad Enrico, le contee di Champagne e Brie ed a Tebaldo, le contee di Blois e Chartres.

## Matrimonio e discendenza
Nel 1123, secondo la Chronica Albrici Monachi Trium Fontium aveva sposato Matilde di Carinzia ( ca. 1106; † 1160) del Casato degli Sponheim, figlia del Margravio d'Istria, duca di Carinzia e reggente della Marca di Verona, Enghelberto e di Uta di Passau. Sempre secondo la Chronica Albrici Monachi Trium Fontium, Tebaldo aveva inviato in missione in Germania un certo Norberto (domnus Norbertus Premonstratensis ordinis institutor), affinché gli combinasse il matrimonio con una figlia del nobile marchese d'Istria (filiam cuiusdam Ingelberti nobilis marchionis Foroiuliensis) e nipote del vescovo di Ratisbona, Hartwig di Spanheim e dell'arcivescovo di Colonia (fratres eiusdem Ingelberti erant episcopus Ratisbonensis et archiepiscopus Coloniensis Fredericus), Federico I di Schwarzenburg. Matilde, viene citata nel documento n° 77, datato 1139, inerente ad una donazione fatta dal marito all'abbazia di Montiérender ed anche in una fatta dal figlio, Tebaldo, dopo la morte del marito. Matilde morì, nel 1160: gli Obituaires de Sens Tome II, Eglise cathédrale de Chartres, Obituaire du xii siècle confermano che Matilde (comitissa Mathildis) morì il 13 dicembre (Dec. Idus).
Tebaldo da Matilde, ebbe dieci figli:
- Enrico (1126; † 1181), conte di Champagne e Brie[44];
- Maria (1128; † 1190), sposò, nel 1145, Oddone II di Borgogna[44] (1118; † 1162); e, nel 1174, divenne badessa dell'abbazia di Fontevrault;
- Tebaldo (ca. 1129; † 1191 all'Assedio di San Giovanni d'Acri), conte di Blois e Chartres, siniscalco di Francia[44];
- Isabella di Blois (1130; † ?), sposò poco dopo il 1140 il duca Ruggero III di Puglia (1118-1148); e dopo il 1150, in seconde nozze, Guglielmo Goët, signore di Montmirail[44];
- Stefano (ca. 1132; † 1191 all'Assedio di San Giovanni d'Acri), conte di Sancerre[44];
- Guglielmo (1135; † 1202), vescovo di Chartres, arcivescovo di Sens e di Reims[44], cardinale e legato papale;
- Matilde (ca. 1137; † 1184), sposò il conte di Perche, Rotrou II (? - † 1191 all'Assedio di San Giovanni d'Acri)[44];
- Agnese (ca. 1139; † 1207), sposò, nel 1155, il conte di Bar, Rinaldo II[44];
- Adele (ca. 1140; † 1206), sposò, nel 1160, il re di Francia, Luigi VII (1120; † 1180)[44] e fu la madre di Filippo II Augusto;
- Margherita di Blois, religiosa all'abbazia di Fontevrault[44].

Da un'amante di cui non conosciamo né il nome né gli ascendenti, Tebaldo ebbe un figlio:
- Ugo (ca. 1136; † ?), Abate di Cîteaux, come ci conferma la Chronique de Robert de Torigni, abbé du Mont-Saint-Michel[49].

## Ascendenza
|                            |                        |                          | Genitori                |  |  | Nonni |  |  | Bisnonni           |  |  | Trisnonni         |  |
|                            |                        |                          |                         |  |  |       |  |  | Oddone II di Blois |  |  | Oddone I di Blois |  |
|                            |                        |                          |                         |  |  |       |  |  | Oddone II di Blois |  |  | Oddone I di Blois |  |
|                            |                        | Berta di Borgogna        |                         |  |  |       |  |  | Oddone II di Blois |  |  |                   |  |
| Tebaldo III di Blois       |                        |                          |                         |  |  |       |  |  | Oddone II di Blois |  |  |                   |  |
|                            |                        | Ermengarda d'Alvernia    | Guglielmo IV d'Alvernia |  |  |       |  |  |                    |  |  |                   |  |
|                            |                        | Ermengarda d'Alvernia    | Guglielmo IV d'Alvernia |  |  |       |  |  |                    |  |  |                   |  |
|                            |                        | Ermengarda d'Alvernia    | Umberga                 |  |  |       |  |  |                    |  |  |                   |  |
| Stefano II di Blois        |                        | Ermengarda d'Alvernia    |                         |  |  |       |  |  |                    |  |  |                   |  |
|                            |                        | Eriberto I del Maine     | Ugo III del Maine       |  |  |       |  |  |                    |  |  |                   |  |
|                            |                        | Eriberto I del Maine     | Ugo III del Maine       |  |  |       |  |  |                    |  |  |                   |  |
|                            |                        | Eriberto I del Maine     | …                       |  |  |       |  |  |                    |  |  |                   |  |
| Gersenda del Maine         |                        | Eriberto I del Maine     |                         |  |  |       |  |  |                    |  |  |                   |  |
|                            |                        | …                        | …                       |  |  |       |  |  |                    |  |  |                   |  |
|                            |                        | …                        | …                       |  |  |       |  |  |                    |  |  |                   |  |
|                            |                        | …                        | …                       |  |  |       |  |  |                    |  |  |                   |  |
| Tebaldo II di Champagne    |                        | …                        |                         |  |  |       |  |  |                    |  |  |                   |  |
|                            | Roberto I di Normandia | Riccardo II di Normandia |                         |  |  |       |  |  |                    |  |  |                   |  |
|                            | Roberto I di Normandia | Riccardo II di Normandia |                         |  |  |       |  |  |                    |  |  |                   |  |
|                            | Roberto I di Normandia | Giuditta di Bretagna     |                         |  |  |       |  |  |                    |  |  |                   |  |
| Guglielmo il Conquistatore | Roberto I di Normandia |                          |                         |  |  |       |  |  |                    |  |  |                   |  |
|                            |                        | Herleva                  | Fulberto o Herberto     |  |  |       |  |  |                    |  |  |                   |  |
|                            |                        | Herleva                  | Fulberto o Herberto     |  |  |       |  |  |                    |  |  |                   |  |
|                            |                        | Herleva                  | Duda o Duwa             |  |  |       |  |  |                    |  |  |                   |  |
| Adele d'Inghilterra        |                        | Herleva                  |                         |  |  |       |  |  |                    |  |  |                   |  |
|                            |                        | Baldovino V di Fiandra   | Baldovino IV di Fiandra |  |  |       |  |  |                    |  |  |                   |  |
|                            |                        | Baldovino V di Fiandra   | Baldovino IV di Fiandra |  |  |       |  |  |                    |  |  |                   |  |
|                            |                        | Baldovino V di Fiandra   | Ogiva di Lussemburgo    |  |  |       |  |  |                    |  |  |                   |  |
| Matilde di Fiandra         |                        | Baldovino V di Fiandra   |                         |  |  |       |  |  |                    |  |  |                   |  |
|                            |                        | Adele di Francia         | Roberto II di Francia   |  |  |       |  |  |                    |  |  |                   |  |
|                            |                        | Adele di Francia         | Roberto II di Francia   |  |  |       |  |  |                    |  |  |                   |  |
|                            |                        | Adele di Francia         | Costanza d'Arles        |  |  |       |  |  |                    |  |  |                   |  |
|                            |                        | Adele di Francia         |                         |  |  |       |  |  |                    |  |  |                   |  |

### Fonti primarie
- (LA)  Cartulaire de l'abbaye de Saint-Chaffre du Monastier et Chronique de Saint-Pierre du Puy.
- (LA)  Cartulaire de l'abbaye de la Sainte-Trinité de Tiron, Tome I.
- (LA)  Florentii Wigorniensis Monachi Chronicon, Tomus II Continuatio.
- (LA)  Vie de Louis le Gros / par Suger.
- (LA)  Chartes de Montiérender, Collection des principaux cartularies du diocèse de Troyes Tome IV (Paris, Troyes) ("Montiérender").
- (LA)  Monumenta Germaniae Historica, Scriptores, tomus IX.
- (LA)  Monumenta Germanica Historica, tomus XXIII.
- (LA)  Monumenta Germaniae Historica, Scriptores, tomus XXV.
- (LA)  Actus pontificum Cenomannis.
- (LA)  Cartulaire de Marmoutier pour le Dunois.
- (LA)  Obituaires de la province de Sens. Tome 2.
- (LA)  Chronique de Robert de Torigni, abbé du Mont-Saint-Michel.
- (LA)  Actus pontificum Cenomannis in urbe degentium.
- (LA)  Chartes de Montiérender.
- (FR)  Cartulaire de l'abbaye de Saint-Aubin d'Angers, tomus I.
- (LA)  Matthæi Parisiensis, monachi Sancti Albani, Chronica majora, vol II.
- (LA)  Ordericus Vitalis, Historia Ecclesiastica, vol. II.
- (LA)  Ordericus Vitalis, Historia Ecclesiastica, vol. unicum.
- (LA)  ORDERICI VITALIS, ECCLESIASTICtE historije, LIBRI TREDECIM., TOMUS III.
- (LA)  Histoire des Ducs et des Comtes de Champagne.
- (LA)  HISTORIA HIEROSOLYMITANAE EXPEDITIONIS.
- (EN)  Chronicle of the Kings of England: From the Earliest Period to the Reign, of king William's children.
- (LA)  Historiæ Normannorum Scriptores Antiqui.

### Letteratura storiografica
- Louis Alphen, La Francia: Luigi VI e Luigi VII (1108-1180), in «Storia del mondo medievale», vol. V, 1999, pp. 705–739